# Абрамовська Слобода
Абрамовська Слобода (рос. Абрамовская Слобода) — присілок в Боровському районі Калузької області Російської Федерації.
Населення становить 12 осіб. Входить до складу муніципального утворення Муніципальне утворення присілок Асенєвське.

## Історія
До 1944 року населений пункт належав до Московської області. Від 1944 року в складі Калузької області.
Від 2004 року входить до складу муніципального утворення Муніципальне утворення присілок Асенєвське.

## Населення
1. Н/Д[3]